# 奈良電車区
奈良電車区（ならでんしゃく）は、奈良県奈良市にある西日本旅客鉄道（JR西日本）の乗務員区所で平城山駅に隣接している。本項では、奈良地区の車両基地の歴史についても記述する。
2012年5月31日まで、関西本線（大和路線）・奈良線などを中心に運用される車両が配置される車両基地であるとともに、運転士も所属していたが、2012年6月1日に検修体制の見直しにより、検修部門が吹田総合車両所の奈良支所として分離され、運転士のみが所属する乗務員区所へと変更された。

## 乗務範囲
- 奈良線：木津駅 - 京都駅間
- 関西本線(大和路線)：加茂駅 - JR難波駅間
- 大阪環状線：全線　※但し、阪和線系統には乗務しない
- 桜井線(万葉まほろば線)：高田駅 - 奈良駅間 (定期行路では天理電留線入出区の回送列車のみ)
- 和歌山線：高田駅 - 王寺駅間

臨時行路では上記の路線の他にキヤ141の関西空港線、羽衣線、学研都市線検測(全線)、和歌山線(五条〜高田間)、日根野支所新在家派出所所属の車両が吹田総合車両所に入場する際の五条〜高田間や学研都市線の臨時工事列車(工臨)の全ての列車やクモヤ443、キヤ141の奈良線検測返却.送り込みの京都〜向日町(操)間も担当している。

## 配置車両の車体に記される略号
所属組織の略号と、奈良の電報略号である「ナラ」から構成されている。
国鉄時代は天ナラ（「天」は天王寺鉄道管理局の意味）で、民営化後は近ナラ（「近」は近畿圏運行本部の意味）であった。その後の組織改正により「本ナラ」（「本」は本社直轄の意味）となり、1993年6月に大阪支社が発足して「大ナラ」（「大」は大阪支社の意味）を経て、2010年12月1日の組織改正により近ナラ（「近」は近畿統括本部を意味）となった。

## 配置車両
吹田総合車両所奈良支所発足直前となる、2012年4月1日現在の配置車両は以下の通りで、すべて本区に配置されていた。現在の配置車両は吹田総合車両所#配置車両を参照のこと。
| 電車  | 気動車 | 機関車 | 客車 | 貨車 | 合計  |
| ----- | ------ | ------ | ---- | ---- | ----- |
| 393両 | 0両    | 0両    | 0両  | 0両  | 393両 |

- 103系電車（70両）

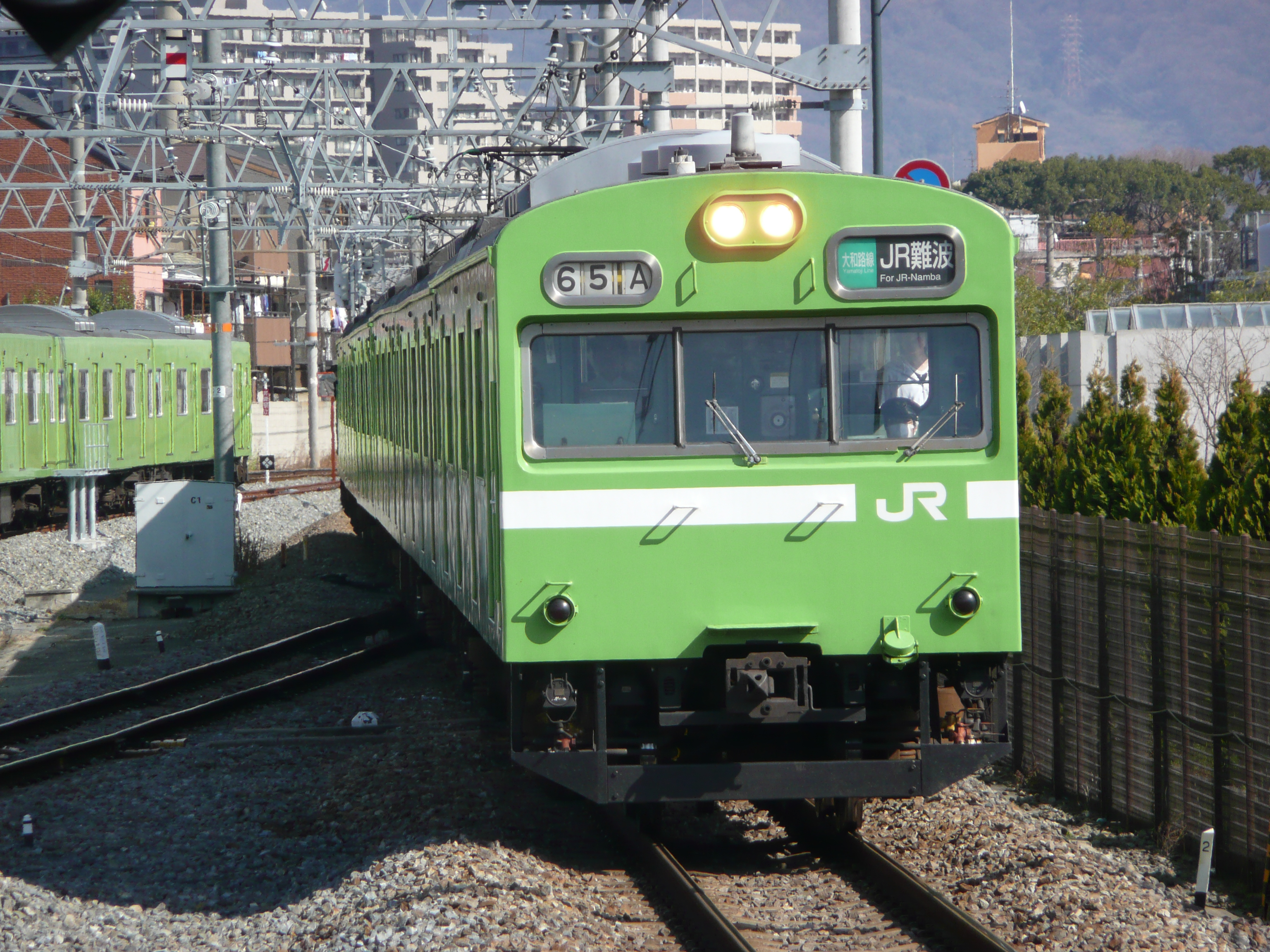
103系

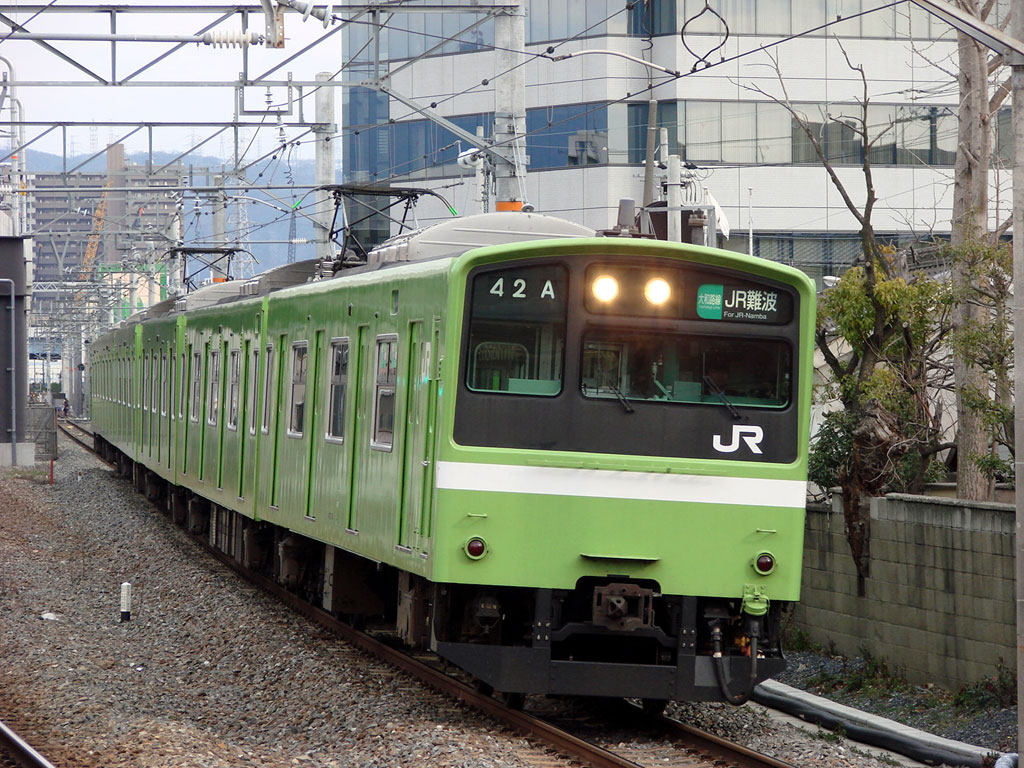
201系

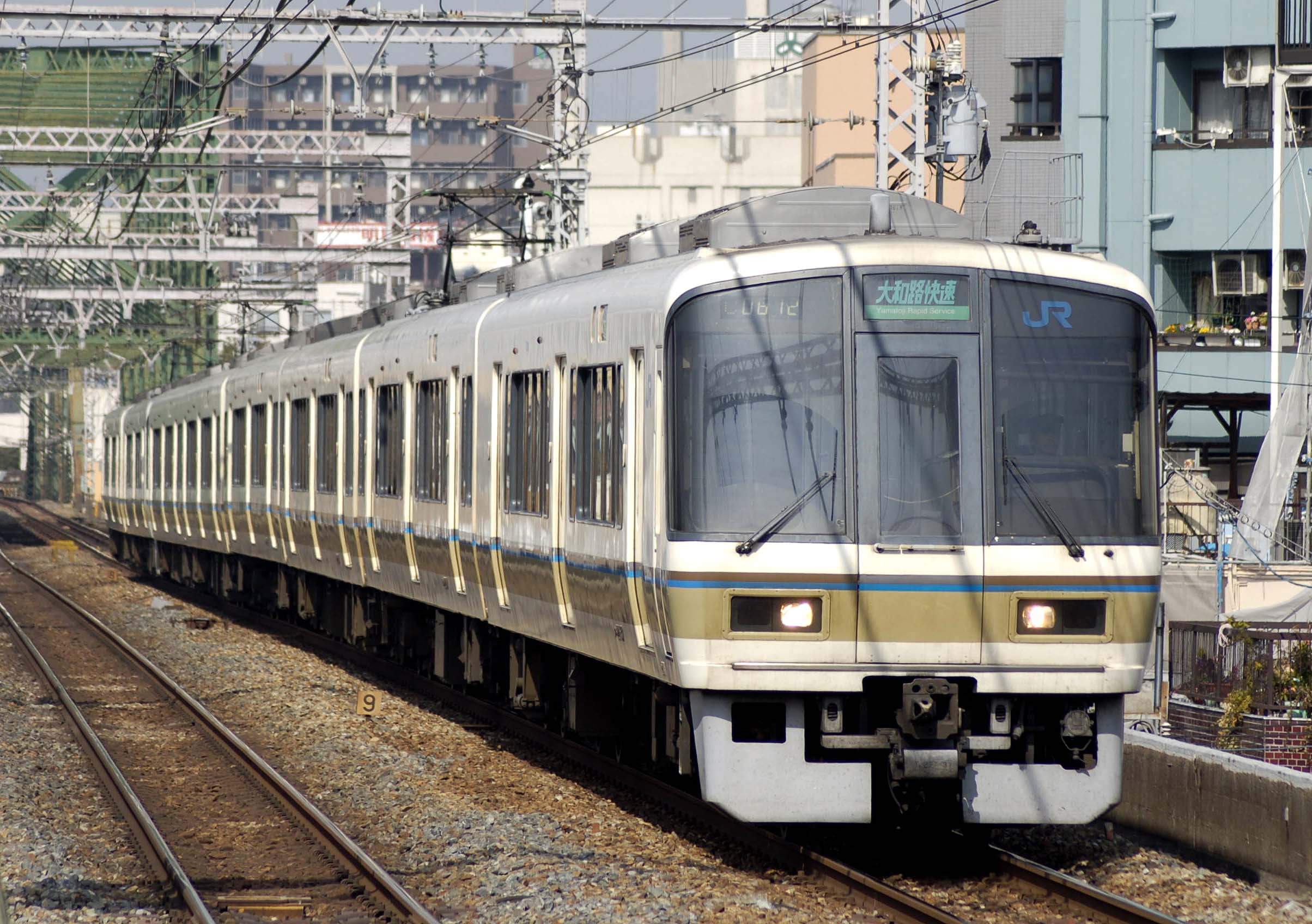
221系

  - 6両（NS編成）3本、4両編成（NS編成）13本が配置されている。車体色は一般的にウグイス色と呼ばれる黄緑6号で、先頭車両の前面に白色警戒帯が塗布されている。これは沿線が緑の多い地域であるために安全を考慮して用いられているもので、かつて101系電車が運転されていた時代に黄色の警戒帯を先頭車両に設定していたものの名残ともいえる。ただし黄色警戒帯が廃止され、新たに白色警戒帯が設定されるまでは警戒帯は塗られずに運用されていた。
  - 6両編成は関西本線（大和路線）・おおさか東線の普通を中心に、ラッシュ時にはJR難波駅発着の快速や桜井線・和歌山線において運用されている。4両編成は奈良線の普通で運用されている。また4両編成を2本併結した8両編成で大阪環状線への直通列車にも運用されている。
  - 113系電車が当区から撤退した当初は113系電車の運用の代替として使われ、和歌山線（高田駅 - 和歌山駅間）にも入線実績がある。
  - すべて東海道・山陽本線（JR京都・神戸線の普通、いわゆる京阪神緩行線）・大阪環状線・阪和線・片町線（学研都市線）などの他路線からの転入車となっている。長年にわたり各地から寄せ集められたため、編成内の製造時期が1両毎にバラバラという編成が多い。ただ、一部の車両では1998年と2002年以降に播但線と加古川線の電化による運行開始に合わせてリニューアル工事を施工し、網干総合車両本所と加古川派出所に転出された車両も存在する。
- 201系電車（96両）
  - 2006年12月20日より、6両編成が森ノ宮電車区・網干総合車両所から転入し営業運転を開始した。103系電車と同じ黄緑色の車体で、先頭車両前面に白色警戒帯が塗布されている。
  - 103系電車の6両編成と共通で大和路線やおおさか東線の普通を中心に運用され、ラッシュ時にはJR難波駅発着の快速や和歌山線の王寺駅 - 高田駅間でも運用されている。
- 221系電車（226両）
  - 登場当初の1989年から配置が始まり、網干総合車両所からの転入車を含め、8両編成（NB編成）6本、6両編成（NC編成）11本、4両編成（NA編成）28本が配置されている。
  - 過去には2両編成も存在したが、2011年3月までに4両編成に組み替えられて消滅した。一方で、2010年12月に初めて8両編成が登場し日中の大和路快速にも充当されている。これにより103系・201系8両編成（森ノ宮電車区・奈良電車区所属車）での快速運用が大幅に減少した。
  - 主に大和路線・大阪環状線・奈良線の快速系統および桜井線・和歌山線（王寺駅 - 五条駅間）の他、おおさか東線の線内完結各駅列車などで運用されている。
  - 2010年12月1日に225系5000番台が日根野電車区に配置されるまでは阪和線・紀勢本線（きのくに線）和歌山駅 - 紀伊田辺駅間での運用や阪和線と大和路線相互間の車両の送り込みも行われていたほか、2002年までは和歌山線経由で送り込まれており、和歌山線五条駅 - 和歌山駅間の運用が存在した。
  - 主な臨時列車の実績として、紀勢本線への急行列車やレジャー号としてJR京都線・山陰本線（嵯峨野線）・湖西線への入線実績もある。
  - 運用の拡大により、2007年1月から2011年3月まで網干総合車両所から転入が行われたほか、山陰本線（嵯峨野線）の221系の投入により2010年3月に京都総合運転所に転出している。
- 145系電車（1両）
  - 事業用車（牽引車）。

### 過去の配置車両

#### 奈良電車区
- 105系電車

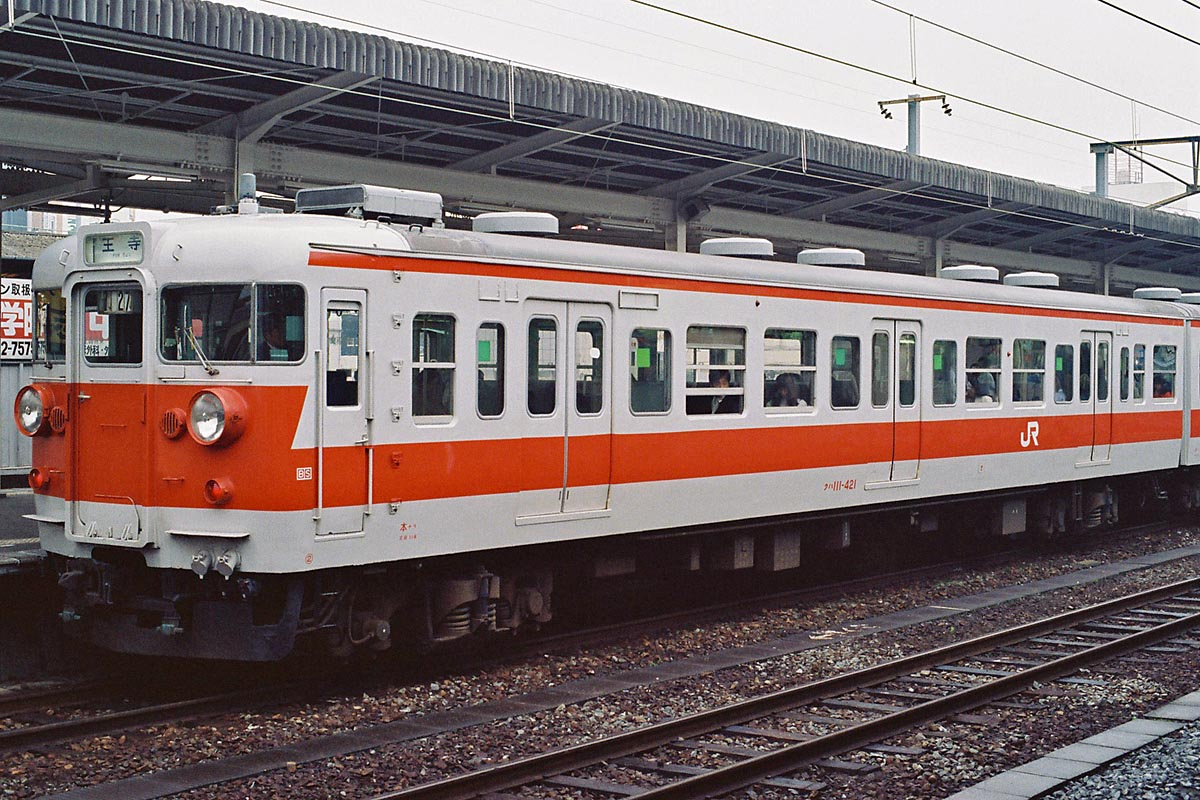
113系

  - 1994年までは奈良線、その後は桜井線・和歌山線で運用されたが、1997年に新和歌山車両センター（現・吹田総合車両所日根野支所新在家派出所）に転出した。

- 113系電車
  - 1973年の関西本線 湊町駅（現在のJR難波駅） - 奈良駅間の電化時に運用開始。6両編成は快速の主力で昼間時間帯を中心に大阪環状線直通の快速（現在の大和路快速）に充当され、1980年の桜井線・和歌山線 王寺駅 - 五条駅間の電化時には4両編成が導入された。1994年3月22日、奈良線での運行をもって運用終了した[4]。

#### 奈良機関区・奈良気動車区・奈良運転所
- 蒸気機関車
  - 8620形
  - C51形
  - C57形
  - C58形
  - C59形
  - D51形
  - C11形
  - C12形
- 気動車
  - キハ58形・キハ28形
  - キハ55形・キハ26・キロ25形
  - キハ10形・キハ11形・キハ16形・キハ17形・キハ18形
  - キハ20形
  - キハ30形・キハ35形・キハ36形
  - キハ40形
  - キハ23形・キハ45形
  - キハユニ16形

## 歴史

### 国有化までの変遷
- 1896年（明治29年）4月：奈良鉄道によって、奈良機関庫が設置される。
- 1898年（明治31年）5月：京終機関庫が設置され、奈良機関庫が廃止。
- 1899年（明治32年）
  - 2月：大阪鉄道によって奈良機関庫が設置される。
  - 6月：大阪鉄道と関西鉄道が合併し、奈良機関庫が加茂機関庫に統合されて廃止。

### 国有化以降
- 1916年（大正5年）10月：京終機関庫・加茂機関庫が統合されて、奈良機関庫が発足。
- 1936年（昭和11年）9月：奈良機関区が発足。
- 1951年（昭和26年）4月1日：奈良客貨車区が発足[5]。
- 1954年（昭和29年）10月1日：奈良客貨車区・奈良機関区加茂支区が廃止。奈良気動車区が発足し、木津支区が設置される。奈良機関区加茂機関車駐泊所が発足[6]。
- 1962年（昭和37年）
  - 7月26日：奈良気動車区木津支区が廃止[7]。
  - 8月1日：奈良機関区加茂駐泊所が廃止[7]。
- 1965年（昭和40年）4月1日：奈良気動車区と奈良機関区が統合され、奈良運転所が発足。
- 1968年（昭和43年）4月：王寺派出所が設置される。

### 奈良電車区の発足
- 1985年（昭和60年）3月14日：奈良電車区が発足し、王寺支区も開設される。奈良運転所が廃止。日根野電車区に配置されていた関西本線用の電車が転入。
- 1987年（昭和62年）4月1日：国鉄分割民営化により西日本旅客鉄道に継承。
- 1991年（平成3年）4月1日：王寺鉄道部が発足し、王寺支区が統合される[8]。
- 1997年（平成9年）9月1日：105系48両を新和歌山車両センターへ移管。
- 2006年（平成18年）12月：森ノ宮電車区から201系が転入。
- 2010年（平成22年）12月1日：組織改正により、検修部門が近畿統括本部に、乗務員部門は同本部大阪支社の管轄に変更[2]。
- 2012年（平成24年）6月1日：組織改正により検修部門が分離され、検修部門は吹田総合車両所奈良支所になり、奈良電車区は乗務員のみが所属する組織になる[1]。